# Eparchia di Kemerovo

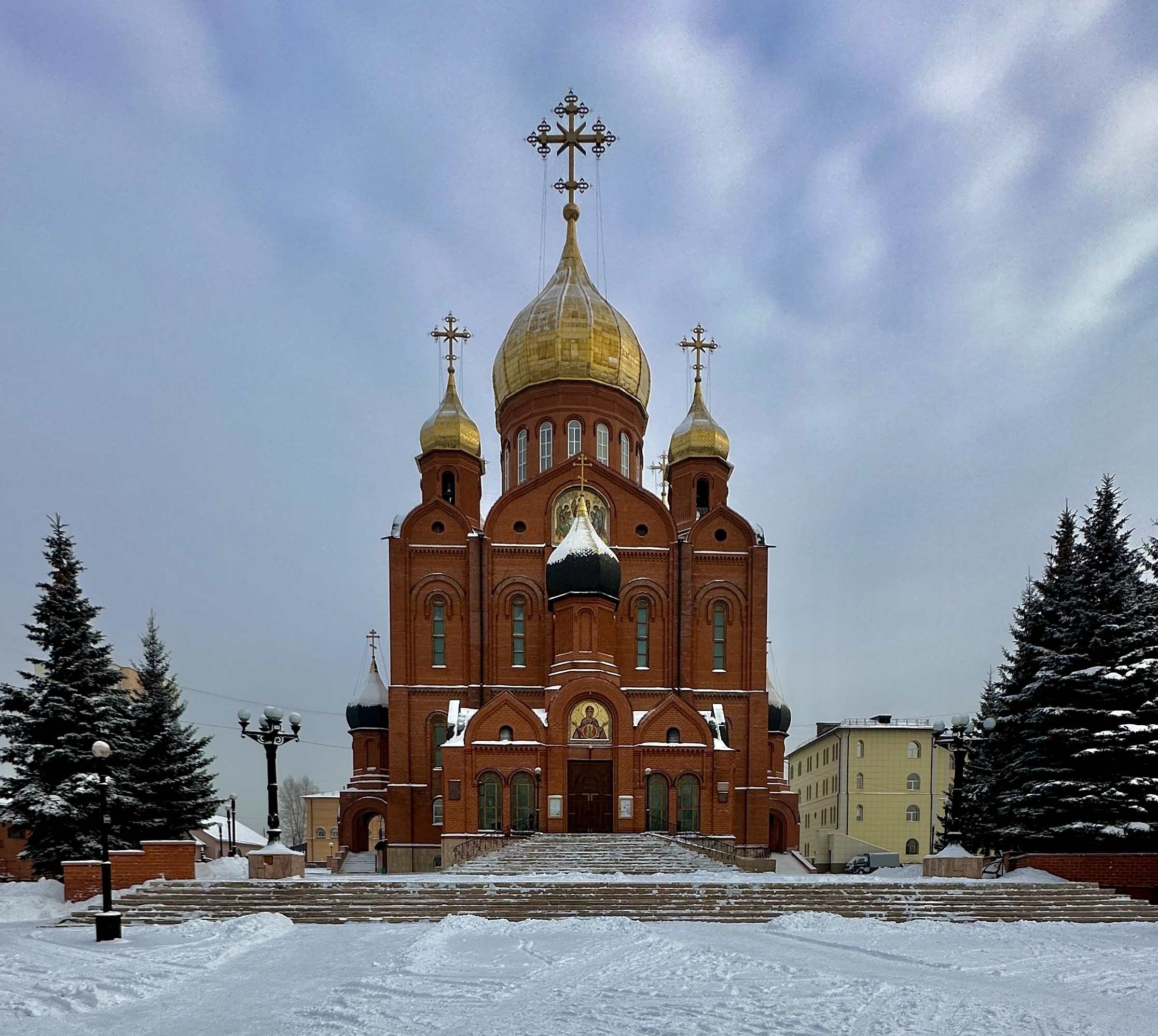
La cattedrale dell'icona della Madre di Dio "il Segno" di Kemerovo.

L'eparchia di Kemerovo (in russo Кемеровская епархия?) è una diocesi della Chiesa ortodossa russa, appartenente alla metropolia del Kuzbass.

## Territorio
L'eparchia comprende parte della oblast' di Kemerovo nel circondario federale della Siberia.
Sede eparchiale è la città di Kemerovo, dove si trova la cattedrale dell'icona della Madre di Dio "il Segno".
L'eparca ha il titolo ufficiale di «metropolita di Kemerovo e di Prokop'evsk».

## Storia
L'eparchia è stata eretta dal Santo Sinodo della Chiesa ortodossa russa l'11 giugno 1993, ricavandone il territorio dall'eparchia di Krasnojarsk.
Il 26 luglio 2012 ha ceduto porzioni del suo territorio a vantaggio dell'erezione delle eparchie di Mariinsk e di Novokuzneck.